# Tyler Tennis Championships
I Tyler Tennis Championships sono un torneo professionistico di tennis giocato sul cemento, facente parte dell'ATP Challenger Tour. Si gioca annualmente dal 2023 al Tyler Athletic and Swim Club di Tyler, negli Stati Uniti.

## Albo d'oro

### Singolare
| Anno | Campione                  | Finalista        | Punteggio           |
| ---- | ------------------------- | ---------------- | ------------------- |
| 2025 | Wu Yibing                 | Zhou Yi          | 6–4, 3–6, 6–3       |
| 2024 | James Trotter             | Brandon Holt     | 6–2, 7–6(3)         |
| 2023 | Nicolas Moreno de Alboran | Michail Kukuškin | 6(8)–7, 7–6(0), 6–4 |

### Doppio
| Anno | Campioni                        | Finalisti                           | Punteggio   |
| ---- | ------------------------------- | ----------------------------------- | ----------- |
| 2025 | Finn Reynolds James Watt        | Álex Martínez Adrià Soriano Barrera | 6–3, 6–1    |
| 2024 | Hans Hach Verdugo James Trotter | Andrés Andrade Abedallah Shelbayh   | 7–6(3), 6–4 |
| 2023 | Alex Bolt Andrew Harris         | Evan King Reese Stalder             | 6–1, 6–4    |